# In ascensore/Tutto sommato
In ascensore/Tutto sommato è il primo (ed unico) 45 giri della cantante italiana Patrizia Giugno, pubblicato dalla Aris (catalogo AN 445) nel 1977.

## I brani
Entrambi i brani sono di Stefano Jurgens, Giulio Perretta e, per le musiche, lo stesso Nello Ciangherotti che cura anche gli arrangiamenti.
Il brano presente sul lato A (del disco) è la sigla finale del programma televisivo Domenica in.

## Tracce
1. In ascensore (Sigla finale di Domenica in) – 3:16
2. Tutto sommato – 2:29